# Gloria Hendry
Gloria Hendry (Winter Haven, 3 maart 1949) is een Amerikaans actrice. 
Hendry begon haar acteercarrière in 1968 toen ze haar eerste kleine rol speelde in de film For Love of Ivy met Sidney Poitier, als cocktailserveerster. In 1970 volgde nog een kleine rol in de film The Landlord. In de jaren zeventig speelde Hendry in verschillende blaxploitation-films, zoals Black Caesar, Hell Up in Harlem en Black Belt Jones. Ze verwierf vooral bekendheid met haar rol als Rosie Carver in de James Bond-film Live and Let Die (1973).

## Filmografie
- For Love of Ivy (1968)
- The Landlord (1970)
- Across 110th Street (1972)
- Black Caesar (1973)
- Live and Let Die (1973)
- Slaughter's Big Rip-Off  (1973)
- Hell Up in Harlem (1973)
- Black Belt Jones (1974)
- Savage Sisters (1974)
- Bare Knuckles (1977)
- Doin' Time on Planet Earth (1988)
- Pumpkinhead II: Blood Wings (1994)
- South Bureau Homicide  (1996)
- Lookin' Italian (1998)
- Man in the Mirror (2008)
- Absolute Evil (2009)
- Freaky Deaky (2012)
- A Brother's Honor (2019)
- Snow Black (2021)